# Ibrahim Nash'at
Ibrahim Nash'at (arabisch إبراهيم نشأت, DMG Ibrāhīm Našʾat; * 17. Juni 1990 in Dschidda, Saudi-Arabien) ist ein ägyptischer Dokumentarfilmer und Journalist, der in Berlin lebt. Internationale Aufmerksamkeit erlangte er mit seinem Langfilmdebüt Hollywoodgate.

## Leben und Karriere
Ibrahim Nash'at absolvierte zunächst ein Studium der Pharmazie an der Misr International University in Kairo, bevor er sich dem Film zuwandte. Ein Masterabschluss in Dokumentarfilmregie an der renommierten MetFilm School in London legte den Grundstein für seine filmische Karriere. Nash'at begann seine Laufbahn im Journalismus und arbeitete für zahlreiche internationale Medien und Plattformen, darunter Deutsche Welle, Al Jazeera, Business Insider, AJ+ und Voice of America. Seine journalistische Arbeit führte ihn in zahlreiche Krisen- und Konfliktregionen.

## Filmisches Schaffen
Vor seinem Durchbruch als Regisseur von Langfilmen war Nash'at an mehreren Kurzfilmen beteiligt. Zu seinen Werken zählen A Moment With the Wind, Home Away from Home und Berlin's Diversity, die auf internationalen Festivals gezeigt wurden. Zudem war er als Co-Editor an Talal Derkis Film Under the Sky of Damascus beteiligt, der 2023 auf der Berlinale Premiere feierte und beim Internationalen Filmfestival Thessaloniki mit dem Golden Alexander ausgezeichnet wurde.
Nash'at reiste 2021, unmittelbar nach dem Abzug der US-Truppen, nach Afghanistan und dokumentierte über ein Jahr hinweg den Alltag und die Machtübernahme der Taliban auf dem ehemaligen US-Militärstützpunkt Hollywood Gate. Dabei gewährten ihm die Taliban einen beispiellosen Zugang, unter der Bedingung, nur das zu filmen, was sie erlaubten. Nash'at setzte sich dabei erheblichen persönlichen Risiken aus und musste sich mit ethischen Fragen und Einschränkungen auseinandersetzen. Der Film feierte 2023 Premiere bei den Internationalen Filmfestspielen von Venedig und Telluride. Hollywoodgate wurde zudem für die 97. Academy Awards in der Vorauswahl gelistet und für den Deutschen Filmpreis 2025 nominiert.

## Filmografie (Auswahl)
| Jahr | Titel                                 |
| ---- | ------------------------------------- |
| 2018 | A Moment With the Wind                |
| 2023 | Under the Sky of Damascus (Co-Editor) |
| 2023 | Hollywoodgate                         |